# Llano Laguna
Llano Laguna är en ort i Mexiko.   Den ligger i kommunen Santo Domingo Tepuxtepec och delstaten Oaxaca, i den sydöstra delen av landet, 400 km sydost om huvudstaden Mexico City. Llano Laguna ligger 1 867 meter över havet och antalet invånare är 366.
Terrängen runt Llano Laguna är varierad. Runt Llano Laguna är det glesbefolkat, med 11 invånare per kvadratkilometer. Närmaste större samhälle är Santo Domingo Tepuxtepec, 5,8 km norr om Llano Laguna. I omgivningarna runt Llano Laguna växer huvudsakligen savannskog.